# Amerosympodula
Amerosympodula är ett släkte av svampar. Amerosympodula ingår i divisionen sporsäcksvampar och riket svampar.